# All Systems Go (album de Vinnie Vincent Invasion)
Pour les articles homonymes, voir All Systems Go.
Albums de Vinnie Vincent Invasion
Vinnie Vincent Invasion
(1986)
All Systems Go est le 2de album studio du groupe Vinnie Vincent Invasion sorti en 1988.

## Liste des titres
Toutes les chansons sont écrites et composées par Vinnie Vincent.
| No  | Titre             | Durée |
| --- | ----------------- | ----- |
| A1. | Ashes to Ashes    | 5:02  |
| A2. | Dirty Rhythm      | 3:37  |
| A3. | Love Kills        | 5:33  |
| A4. | Naughty Naughty   | 3:29  |
| A5. | Burn              | 4:37  |
| B1. | Let Freedom Rock  | 5:30  |
| B2. | That Time of Year | 4:42  |
| B3. | Heavy Pettin      | 4:10  |
| B4. | Ecstasy           | 4:35  |
| B5. | Deeper and Deeper | 3:54  |
| B6. | Breakout          | 3:59  |

### Bonus
1. The Meltdown – 2:01 (•)
2. 'Ya Know' I'm Pretty Shot – 4:07 (•)

- (•): instrumental

## Composition du groupe
- Mark Slaughter - chants
- Vinnie Vincent - guitare
- Dana Strum - basse
- Bobby Rock - batterie